# کافت آلبرت

مسیر قرمزرنگ سمت غرب نقشه کافت آلبرت است.

کافت آلبرت (انگلیسی: Albertine Rift) یک عارضه جغرافیایی به صورت یک محدوده پست بزرگ و طویل گاه گودال‌مانند در آفریقا است.
کافت آلبرت شاخه غربی کافت شرق آفریقا است که بخش‌هایی از اوگاندا، جمهوری دموکراتیک کنگو، رواندا، بوروندی و تانزانیا را پوشش می‌دهد. کافت آلبرت از انتهای شمالی دریاچه آلبرت تا انتهای جنوبی دریاچه تانگانیکا امتداد دارد. 
این اصطلاح جغرافیایی شامل دره و کوه‌های پیرامون آن نیز می‌شود.